# Mesabolivar aurantiacus
Mesabolivar aurantiacus är en spindelart som först beskrevs av Cândido Firmino de Mello-Leitão 1930.  
Mesabolivar aurantiacus ingår i släktet Mesabolivar och familjen dallerspindlar. Inga underarter finns listade i Catalogue of Life.